# Charaxes pelopia
Charaxes pelopia är en fjärilsart som beskrevs av Jacob Hübner 1819. Charaxes pelopia ingår i släktet Charaxes och familjen praktfjärilar. Inga underarter finns listade i Catalogue of Life.